# Zenden
ZENDEN Group — российский холдинг, включающий розничную обувную сеть и обувное производство. Занимает второе место по обороту в российской обувной рознице. На 2019 год сеть насчитывала более 400 магазинов. Производство находится в Китае (78 %), в России (6 %) в Ростове-на-Дону и Буйнакске, на Украине и в Белоруссии (3 %), а также в Сирии в районе Латакии.

## История и показатели деятельности
Материнская компания основана в 1997 году Павловым Андреем Васильевичем, который вложил $200 тыс. в обувную фабрику в Обнинске и зарегистрировал ООО «Зенден». В 2005 году началось развитие собственной розничной сети. В 2016 году сеть поглотила конкурентов Thomas Munz и Mascotte, в 2019 — Alba.
В 2018 году заморожено строительство фабрики в Крыму. Павлов признал проект неудачным.
В октябре 2024 года сеть объявила о закрытии 20 магазинов и приостановке развития новых продуктов.
В декабре 2024 года было принято решение о закрытии всего более 50 магазинов. Представители сети ссылаются на высокую ключевую ставку, курсовые риски, неравные условия офлайн-торговли и маркетплейсов.

## Инциденты
В 2018 году главный редактор издания «Ferra.ru» Илья Рубцов на своей странице в сети Facebook, употребив нецензурную лексику, пожаловался на низкое качество обуви производителя Zenden. Ответ на жалобу написал основатель компании, Андрей Павлов, который перешёл на личности. В ответ на это Рубцов стал возмущаться по поводу применения к нему нецензурной лексики.
В 2023 году головную структуру Zenden ООО «Дом одежды» уличили в дроблении бизнеса и перераспределении денежных потоков между подконтрольными ИП для уменьшения налога на прибыль и НДС. В результате проверок компании Андрея Павлова с учетом пени и штрафов было доначислено свыше 1,1 млрд руб. Решить возникшие проблемы с бизнесом Павлов пытался при помощи «показательного патриотизма» и публичной критики органов государственной власти в попытке представить себя жертвой системы.
Налоги с огромных оборотов также не платила и другая обувная компания Павлова – ООО «Крым шуз», которая воспользовалась статусом резидента свободной экономической зоны (СЭЗ). В 2015 году «Крым шуз» внесли в реестр резидентов СЭЗ, а с областным правительством был заключен инвестиционный договор. Павлов публично обещал вложить миллиард рублей в строительство обувной фабрики на миллион пар в год и создать в регионе 250 рабочих мест. В реальности фабрика так и не была построена, а «Крым шуз», пользуясь привилегированным экономическим статусом, торговала импортной обувью и минимизировала налоги. В 2023 году компания по решению суда была лишена статуса резидента СЭЗ за неисполнение обязательств по инвестиционному договору.
В социальных сетях Андрей Павлов позирует в футболках с буквой «Z» рассказывает о своей якобы причастности к силовикам и к спецподразделению ФСБ «Вымпел». На деле же в годы срочной службы он был рядовым в бригаде охраны Центральных органов военного управления в Москве, в боевых действиях не участвовал и государственных наград и знаков отличий не имеет.
16 августа 2024 года владельца компании Zenden Андрея Павлова признали иностранным агентом.
В ноябре 2024 года Главным следственным управлением ГУ МВД России по городу Москве возбуждено уголовное дело по ч. 2 ст. 171.1 УК РФ (производство, приобретение, хранение, перевозку или сбыт товаров без маркировки). В рамках расследования уголовного дела проводились обыски на складах компании Zenden.